# Sonia Santana
Sonia Santana (Las Palmas de Gran Canaria, 7 de mayo de 1971) es una cantante e intérprete española.

## Biografía
Fue elegida tercera cantante del grupo Olé Olé a través de un concurso en la revista El gran musical. Con Olé Olé grabó en  1992 un único álbum titulado Al descubierto, que fue el último del grupo antes de que se disolvieran un año después. Del disco se extrajeron 4 singles: "No mueras posibilidad", "Volaba yo", "Pero también te deseo" y "Adiós".
Tras dejar el grupo, en 1995 colaboró en la canción del grupo Congo Bongo, Sigue a mi lado, una de las 14 canciones de la banda sonora de la película española Alma gitana. En 1997 Sonia participó en la obra musical de Disney, representada en las navidades de 1995 en Las Palmas de Gran Canaria titulada Fantasías musicales de ayer y hoy. El repertorio incluía canciones de las bandas sonoras de Walt Disney como El rey león, Aladdín, La bella y la bestia y Pocahontas. En 2001 colaboró en la canción de Frisco A ritmo de son.
En 2004 se publicó su primer disco en solitario titulado ''Havana Dreams'', que contenía canciones de clásicos cubanos de los años 40 y 50.
Actualmente Sonia sigue volcada en la música pero con trabajos más discretos. También ha formado parte de bandas como The Saratoga Band y Empty Boat, y ha sido intérprete de obras teatrales como La bahía de los isletas, Reyes que amaron como Reinas o Zaguán entre otros.
En 2013 se reunió de nuevo con Olé Olé para grabar "Por ser tú", un sencillo que homenajeó a su batería Juan Tarodo, fallecido ese mismo año.
En 2016 participa en el disco de duetos del regreso de Olé Olé: Sin control, en la canción "Yo soy infiel", junto a Vicky Larraz.
En octubre de 2016 publica su disco, bajo el título "Arlette Yun", con nueva colección de canciones en distintos idiomas, incluida "Soy", como single de presentación.

## Discografía
Con Olé Olé
- 1992: Al descubierto

Como Sonia Santana & The Saratoga Band
- 2002: Sonia Santana & The Saratoga Band

Como solista
- 2004: Havana Dreams
- 2016: Arlette Yun Soy

### Sencillos
Con Olé Olé
| Año  | Canción               | Álbum          |
| ---- | --------------------- | -------------- |
| 1992 | No mueras posibilidad | Al descubierto |
| 1992 | Volaba yo             | Al descubierto |
| 1993 | Pero también te deseo | Al descubierto |
| 1993 | Adiós                 | Al descubierto |
| 2013 | Por ser tú            | single solo    |

En solitario
| Año  | Canción | Álbum           |
| ---- | ------- | --------------- |
| 2016 | Soy     | Arlette Yun Soy |
| 2023 | Pecado  | single solo     |